# Ramessés I
Ramessés I, também chamado Menofrés (Menophres) ou Mempetiré (Menpehtyre), foi o primeiro faraó da XIX dinastia do Reino Novo, reinando entre 1 295 e 1 294 a.C., 1 293 e 1 291 a.C.  ou 1 292 e 1 290 a.C.

## Biografia

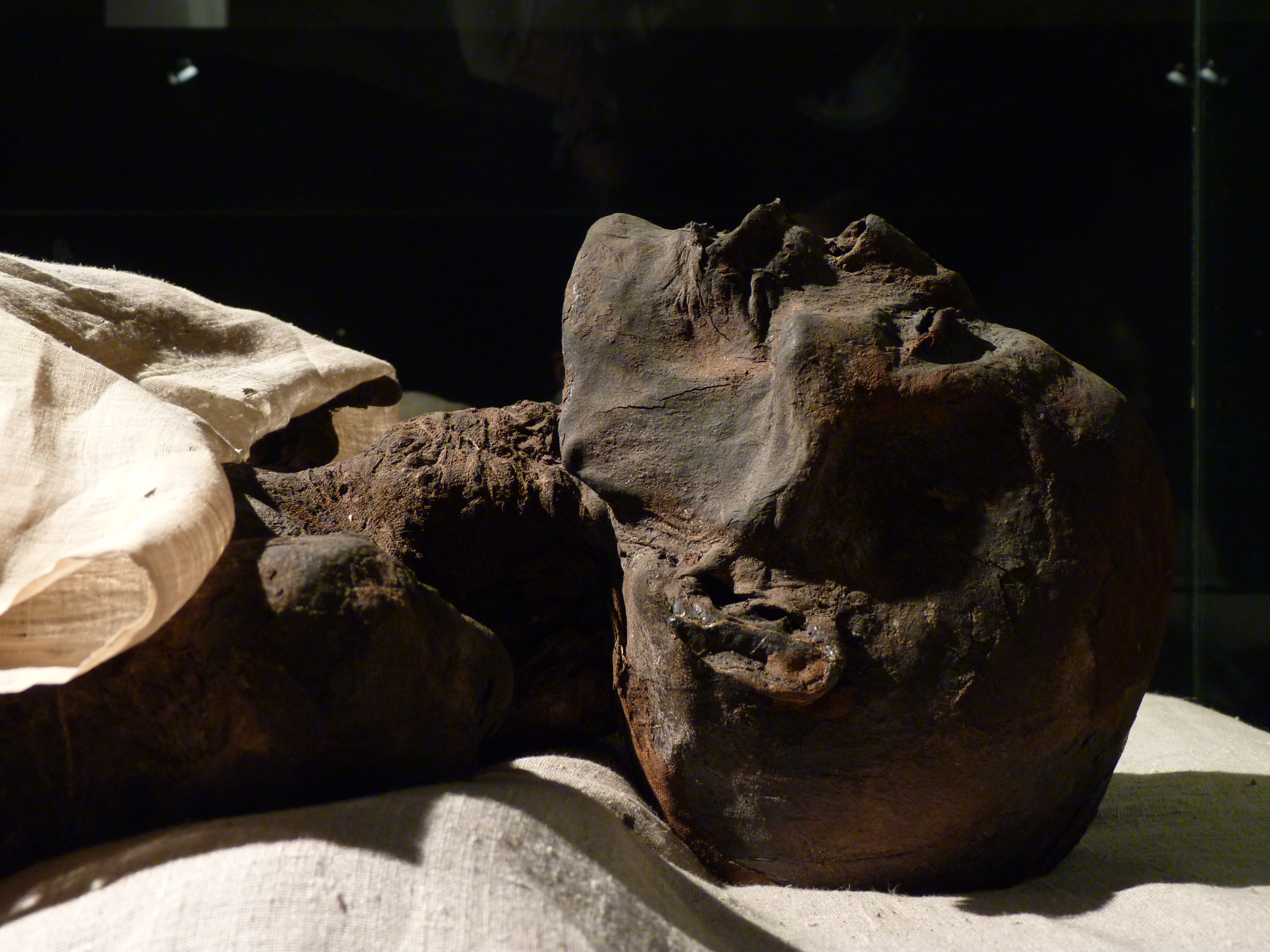
Múmia de Ramessés

Ramessés era filho do comandante de tropas Seti e começou a carreira sob Horemebe (r. 1323–1295 a.C.), quando era oficial militar no Delta Oriental e então ascendeu à posição de vizir (tjati). Incapaz de produzir herdeiro e vendo nele um amigo íntimo e confidente, Horemebe adotou-o como herdeiro como indica a inscrição adicionada ao interior de granito do ataúde (no Museu Egípcio do Cairo) que foi aparentemente feito enquanto era vizir. Ramessés já devia estar em idade avançada, quiçá em seus 50, e não era de sangue real, com sua família sendo proveniente da área de Ávaris, a antiga capital dos invasores hicsos. Apesar disso, sua família tinha grande estatuto no reino como verificável pelo casamento de seu tio Caemuassete, outro oficial militar, com Tamuadjessi, matrona do harém de Amom e parente de Hui, vice-rei de Cuxe. O próprio Ramessés, para além de suas funções no Estado e no exército, era alto sacerdote de Seti.
Ramessés era casado com Satré, cujo pai também era um soldado, e ela lhe deu seu herdeiro Seti I. Seu breve reinado, de no máximo dois anos, foi marcado pela construção de templos em Abidos, a conclusão do segundo pilone de Carnaque e a quase conclusão de sua tumba no Vale dos Reis (KV16), cuja decoração tinha cenas do Livro das Portas como na de Horemebe. A sua pequena tumba foi achada por Giovanni Battista Belzoni em 10/11 de outubro de 1817 e nela há indícios da pressa com o qual a escavaram; a câmara sepulcral estava inconclusa e talvez devia ser antecâmara para uma tumba maior. Como de praxe, foi saqueada na Antiguidade, mas parte dos bens mortuários permaneceram, sobretudo o grande sarcófago de granito, um par de estátuas de madeira de quase dois metros dele que de início estavam cobertas folha de ouro fina e figuras de madeira das divindades do submundo com cabeças de animais (no Museu Britânico de Londres). Segundo Joyce Tyldesley, sua tumba:
| “ | [era um túmulo incompleto, cujas] paredes, após camada apressada de gesso, foram pintadas para mostrar o rei com seus deuses, com Osíris numa posição de destaque. O sarcófago de granito vermelho também foi pintado em vez de esculpido com inscrições que, por sua preparação corrida, incluíam vários erros infelizes. | ” |

O sacerdote egípcio Manetão atribui-lhe um reinado de 16 meses, mas este faraó certamente governou o Egito por um mínimo de 17 meses com base na data conhecida de seu reinado, presente na estela do Ano 2 II Perete dia 20 (Louvre C57), de Uádi Halfa, que ordenou fornecimento de novas doações de alimentos e sacerdotes ao templo de Ptá dentro da fortaleza egípcia de Buém. Jürgen von Beckerath observa que Ramessés morreu apenas 5 meses depois - em junho de 1 290 a.C. - pois Seti o sucedeu em III Xemu dia 24. Seti construiu mais tarde uma pequena capela com belos relevos em memória de seu pai em Abidos. Em 1911, John Pierpont Morgan doou vários relevos desta capela ao Museu Metropolitano de Arte de Nova Iorque.

## Redescoberta e repatriação
Uma múmia que acredita-se ser a de Ramessés foi roubada do Egito e exibida num museu canadense privado por muitos anos antes de ser repatriada. A identidade da múmia não pode ser conclusivamente determinada, mas é provavelmente que seja ele com base em tomografias computadorizadas, raios X, medidas de crânio e testes de datação por carbono de pesquisadores da Universidade Emory, bem como interpretações estéticas da semelhança familiar. Ademais, os braços da múmia estavam cruzadas no alto do peito, que era uma posição reservada exclusivamente para a realeza egípcia, até 600 a.C..
A múmia havia sido roubada pela família Abu-Rassul de ladrões de túmulos e levada para a América do Norte por volta de 1860 pelo Dr. James Douglas. Foi então colocado no Museu das Cataratas do Niagara, Ontário, Canadá. A múmia ficou ali, com sua identidade desconhecida, ao lado de outras curiosidades e as chamadas aberrações da natureza por mais de 130 anos. Quando o dono do museu decidiu vender sua propriedade, o empresário canadense William Jamieson comprou o conteúdo do museu e, com a ajuda do egiptólogo canadense Gayle Gibson, identificou seu grande valor. Em 1999, Jamieson vendeu os artefatos egípcios da coleção, incluindo as várias múmias, ao Museu Michael C. Carlos, na Universidade Emory, em Atlanta, na Geórgia, por dois milhões de dólares. A múmia foi devolvida ao Egito em 24 de outubro de 2003 com honras oficiais e está em exibição no Museu de Luxor.